# Референдум о независности Хрватске
Референдум о независности Хрватске од СФРЈ одржан је 19. маја 1991. године. На том референдуму грађани Републике Хрватске су одлучивали о будућности Хрватске одговарајући на два понуђена питања.
Тадашњи Предсједник Републике Хрватске Фрањо Туђман донио је 25. априла 1991. године „Одлуку о распису референдума“ у Републици Хрватској за дан 19. маја 1991. године, а у вези са преговорима о разрјешењу државне кризе у СФРЈ.

## Референдумска питања
На референдуму су грађани одговарали на сљедећа питања:
1. Јесте ли за то да Република Хрватска, као суверена и самостална држава, која јамчи културну аутономију и сва грађанска права Србима и припадницима других националности у Хрватској, може ступити у савез суверених држава с другим републикама (према приједлогу Републике Хрватске и Републике Словеније за рјешење државне кризе СФРЈ)?
2. Јесте ли за то да Република Хрватска остане у Југославији као јединственој савезној држави (према приједлогу Републике Србије и Социјалистичке Републике Црне Горе за рјешење државне кризе у СФРЈ)?
На оба питања грађани су одговарали заокруживањем „ЗА“ или „ПРОТИВ“.

## Резултати референдума
На референдум је изашло 83,56% грађана Хрватске. Њих 94,17% одговорило је потврдно на прво питање. За остајање Републике Хрватске у склопу Југославије као јединствене савезне државе, што је била друга понуђена опција, гласало је тек 1,2% бирача.
Фрањо Туђман је 23. маја 1991, на основу извјештаја Републичке комисије за спровођење референдума од 22. маја 1991, објавио да су на референдуму грађани Републике Хрватске донијели одлуку: „1. Република Хрватска, као суверена и самостална држава, која јамчи културну аутономију и сва грађанска права Србима и припадницима других националности у Хрватској, може ступити у савез суверених држава с другим републикама. 2. Република Хрватска не остаје у Југославији као јединственој савезној држави“.
У складу с тим, Сабор Републике Хрватске донио је 25. јуна 1991. Уставну одлуку о суверености и самосталности Републике Хрватске, у којој се утврђује да „овим чином Република Хрватска покреће поступак раздруживања од других република и СФРЈ. Република Хрватска покреће поступак за међународно признавање“. На истој сједници сва три вијећа, Сабор је донио и Декларацију о проглашењу суверене и самосталне Републике Хрватске. Исход референдума био је полазиште доношења и Одлуке о раскиду државно-правне везе са осталим републикама и покрајинама СФРЈ, коју је Хрватски сабор усвојио 8. октобра исте године, чиме је Република Хрватска и формално-правно постала самостална и суверена држава.